# Zrosłopierścieniowe

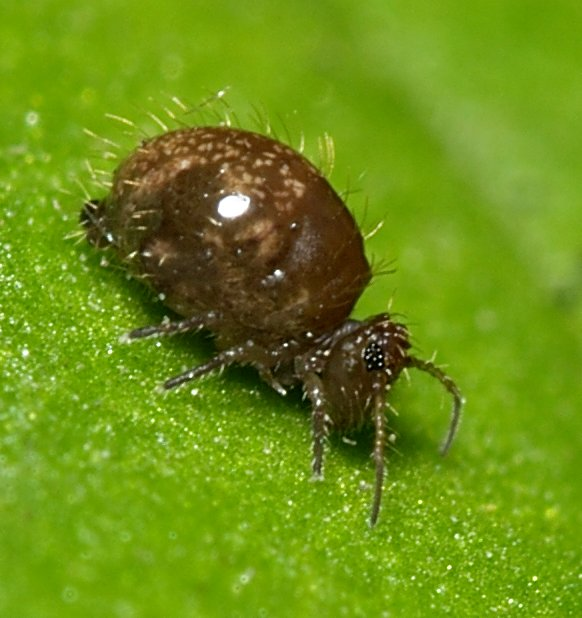
Allacma fusca z rodziny podskoczkowatych.

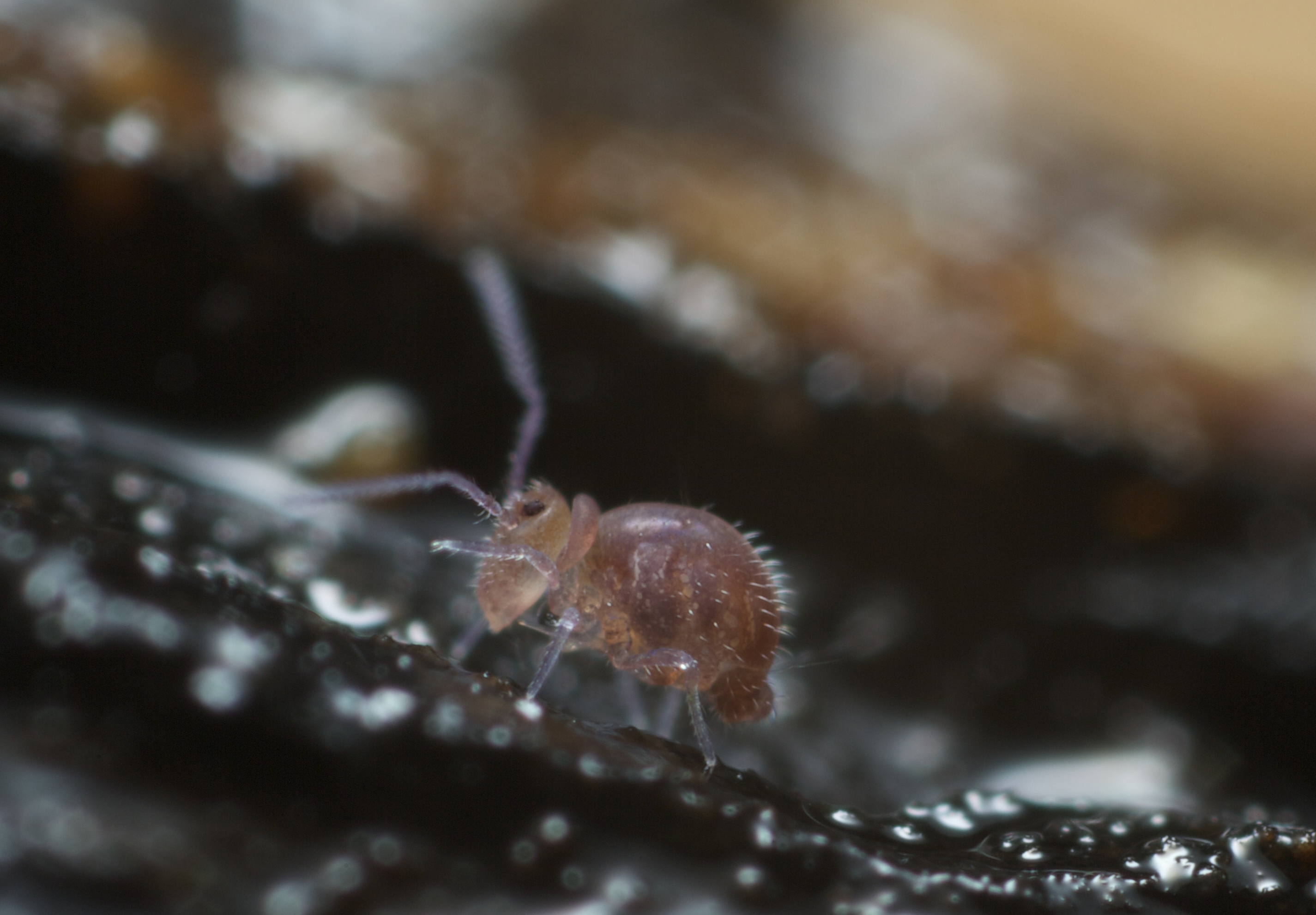
Spinotheca z rodziny Spinothecidae.

Zrosłopierścieniowe (Symphypleona) – rząd lub podgromada stawonogów skrytoszczękich z gromady skoczogonków.

## Wygląd
Skoczogonki o zwartym, przysadzistym, często wręcz kulistym w zarysie ciele. Podział tułowia i odwłoka na segmenty jest mniej lub bardziej zatarty, często niemal całkiem niewidoczny. Tułów i cztery początkowe segmenty odwłok zrośnięte są w jedną pseudotagmę, której część tułowiowa jest znacznie mniejsza od odwłokowej. Ostatnie dwa segmenty odwłoka zazwyczaj pozostają wyraźnie odgraniczone. Długie czułki niektórych gatunków wykazywać mogą wtórną segmentację ostatniego członu.

## Systematyka
Takson ten wprowadzony został w 1901 roku przez Carla J.B. Börnera, natomiast we współczesnym sensie zdefiniowany został w 1971 roku przez Z. Massouda. W nowszych systemach, gdzie skoczogonki mają rangę gromady, zrosłopierścieniowym nadaje się rangę podgromady lub rzędu, natomiast jeśli skoczogonki traktować tradycyjnie jako rząd skrytoszczękich, to zrosłopierścieniowe mają rangę podrzędu.
Tradycyjnie zrosłopierścieniowe przeciwstawiano wolnopierścieniowym (Arthropleona), jednak ta druga grupa okazała się parafiletyczna i rozbita została na Entomobryomorpha oraz Poduromorpha.
Do niedawna do Symphypleona zaliczano rodzinę Neelidae. Jednak molekularne badania filogenetyczne wykazały na podstawie analizy rybosomowego RNA 18S i 28S, że Neelidae stanowią najstarszą linię ewolucyjną współczesnych skoczogonków, w związku z czym klasyfikuje się je obecnie w monotypowym rzędzie Neelipleona.
Do zrosłopierścieniowych należy około 1200 opisanych gatunków. Dzieli się je na 10 rodzin:
- nadrodzina: Sminthuridoidea Fjellberg A, 1989
  - rodzina: Mackenziellidae Yosii, 1961
  - rodzina: Sminthurididae Börner, 1906
- nadrodzina: Katiannoidea Börner, 1913
  - rodzina: Katiannidae Börner, 1913
  - rodzina: Spinothecidae Delamare Deboutteville, 1961
  - rodzina: Arrhopalitidae Stach, 1956
  - rodzina: Collophoridae Bretfeld, 1999
- nadrodzina: Sturmioidea Bretfeld, 1994
  - rodzina: Sturmiidae Bretfeld, 1994
- nadrodzina: Sminthuroidea Lubbock, 1862
  - rodzina: Sminthuridae Lubbock, 1862 – podskoczkowate
  - rodzina: Bourletiellidae Börner, 1912
- nadrodzina: Dicyrtomoidea Börner, 1906
  - rodzina: Dicyrtomidae Börner, 1906